# Почесна відзнака «За заслуги у спорті»
Почесна відзнака «За заслуги перед спортом» — польська відомча відзнака, має трирівневу ієрархію (бронзову, срібну або золоту) знака, яка вручається міністром, відповідальним за фізичну культуру та спорт, заснована 16 жовтня 2003 року, тричі переформована: 6 червня 2007 року, 10 жовтня 2012 року та 24 листопада 2017 року.
Почесна відзнака замінила, як його еквівалент, 
- нагрудний знак «Заслужений діяч фізичної культури», скасований у 1996 році (разом з іншими спортивними нагородами, заснованими за часів Польської Народної Республіки:
- медаль «За видатні спортивні досягнення»
- нагрудним знаком «Майстер спорту»
- нагрудним знакамом «Заслужений майстер спорту»

## Правила ногородження
Почесною відзнакою можуть нагороджуватися тренери та інші особи, які вирізняються особливою діяльністю і досягли значних досягнень у спортивній діяльності, в тому числі:
- високі спортивні результати вихованців у досягнуті у спортивних змаганнях із шкільних, академічних, військово-спортивних змагань, а також у внутрішніх і міжнародних змаганнях;
- публікації в галузі теорії та практики спорту;
- проведення науково-дослідних і дослідно-конструкторських робіт у розвитку спорту,
- підтримка спорту;
- особисті спортивні досягнення

Почесна відзнака «За заслуги перед спортом» певного рангу (золото, срібло, бронза) - можна присудити лише один раз, разом із посвідченням, що підтверджує його нагородження. Посмертно не вручається. 

## Опис відзнаки
Відзнака являє собою ажурну композицію шириною 30 мм і висотою 32 мм, виготовлену з металу золотого, сріблястого або коричневого кольору відповідно до даного звання, із зображенням стилізованої фігури бігуна, що підносить руки вгору в жесті перемоги. З лівого боку відзнаки зображена гілка лавра, два нижні листи якої вкриті біло-червоною емаллю (символізуючи прапор Польщі). Зворотний бік нагороди гладкий із застібкою на безпечну шпильку, розташовану посередині значка.